# Suregada comorensis
Suregada comorensis är en törelväxtart som beskrevs av Henri Ernest Baillon. Suregada comorensis ingår i släktet Suregada och familjen törelväxter.
Artens utbredningsområde är Komorerna. Inga underarter finns listade i Catalogue of Life.